# 細川晴之
細川 晴之（ほそかわ はるゆき、天文17年〈1548年〉以降 - 永禄4年〈1561年〉または永禄5年〈1562年〉）は、戦国時代の人物。細川京兆家当主・細川晴元の次男とされる。

## 生涯
具体的な生誕年は不明。兄・昭元が天文17年（1548年）生まれのため、それ以降となる。
天文21年（1552年）1月、六角義賢が三好長慶と和睦し、近江にいた将軍・足利義輝が京へと戻った。これに伴い、六角義賢は自身のもとに預けられていた細川晴元の子・聡明丸（昭元）を三好方へと引き渡し、それと引き換えに長慶の子の千熊丸（三好義興）を引き取った。この時、晴之も義賢に引き取られたとされる。
永禄4年（1561年）7月、六角義賢は河内の畠山高政と結んで三好氏に対して兵を挙げ、京都東山の将軍山城に入城した。『細川両家記』には、この時義賢は「細川晴元入道殿の御次男」を取り立てるという理由で諸浪人を集めたとあり、この晴元次男が晴之とされている。
永禄4年（1561年）11月、京都の東の神楽岡にて六角勢と三好勢は衝突し、永原安芸守らが戦死した（将軍地蔵山の戦い）。これ以降、六角氏は小規模な戦いを繰り返しつつ京都を支配していたが、永禄5年（1562年）6月に教興寺の戦いで畠山氏が敗れると、三好氏と和睦して近江坂本に引き返した。軍記によっては、晴之はこの間に討死したとされている。